# Horornis ruficapilla
El cetia de Fiyi (Horornis ruficapilla) es una especie de ave paseriforme de la familia Cettiidae endémica de Fiyi. Anteriormente fue clasificado en el género Cettia y en su propio género Vitia.

## Distribución y hábitat
Existen cuatro subespecies que ocupan cada una de las cuatro islas principales del archipiélago de Fiyi.